# Vuelta al Táchira 2023
La 58ª edición de la Vuelta al Táchira se disputó desde el 15 hasta el 22 de enero de 2023.
Perteneció al UCI America Tour 2023, siendo la primera competición del calendario ciclista internacional americano. El recorrido contó con 8 etapas y 1071.8 km, transitando por los estados, Mérida y Táchira y Cucuta (Colombia)
El ganador fue el venezolano José Antonio Alarcón Morales, del equipo Fundación Ángeles Hernández, quien fue escoltado en el podio por Juan José Ruiz (Gobierno Bolivariano de Trujillo) y Juan Diego Alba (Movistar Best-Ecuador).
Las clasificaciones secundarias fueron; Yonder Godoy ganó la clasificación por puntos, José Antonio Alarcón Morales la montaña, el sprints para  Edwin Torres, el sub-23 para Breinner Camargo y la clasificación por equipos la ganó Fundación Ángeles Hernández.

## Equipos participantes
Participaron 23 equipos conformados por entre 4 y 6 ciclistas. Diecisiete equipos son venezolanos y seis extranjeros  Colombia, España y Ecuador, iniciando la carrera 129 ciclistas de los que finalizaron 68 ciclistas.

### Equipos locales
- Fund. Ángeles Hernández
  - 1. Roniel Campos (VEN) 2. Eduin Becerra (VEN) 3. Carlos Torres (VEN) 4. José Alarcón (VEN) 5. Anderson Paredes (VEN) 6. Ángel Rivas (VEN)
- Lotería del Táchira (equipo ciclista)
  - 21. Jorge Abreu (VEN) 22. Germán Rincón (VEN) 23. Edwin Torres (VEN) 24. Franklin Chacón (VEN) 25. Yorman Fuentes (VEN) 26. Yohandri Rubio (VEN)
- Gob. Boliv. de Trujillo
  - 41. Juan Ruiz (VEN) 42. Jhon Nava (VEN) 43. Jimmy Briceño (VEN) 44. Yonder Godoy (VEN) 45. Jhonni Araujo (VEN) 46. Eladio Pachecho (VEN)
- Sel. de Venezuela
  - 51. José Castillo (VEN) 52. Luis Pinto (VEN) 53. Brayan Revete (VEN) 54. David Mendoza (VEN) 55. Jesús Miguel Goyo (VEN) 56. Angelvis Arroyo (VEN)
- Leonardo Sierra Mérida
  - 71. Sergio D. Muñoz (VEN) 72. Sergio S. Muñoz (VEN) 73. Nelson Hernando Sierra (VEN) 74. José Rangel (COL) 75. Nelson Peña (VEN) 76. Anthony Plata (VEN)
- Fundación Ciclocorse
  - 91. Diego Lei Godoy (VEN) 92. Emmanuel Tovar (VEN) 93. Abraham Rodríguez (VEN) 94. William Linares (VEN) 95. Víctor Mejias (VEN) 96. Fabián Rivas (VEN)
- Revivir-Produgar Caracas
  - 111. Iván José Patiño (VEN) 112. Eduardo Fernández (VEN) 113. Ruddy Rodríguez (VEN) 114. Abraham Dugarte (VEN) 115. Luis Ramírez (CUB) 116. Héctor Nieves (VEN)
- Orgullo Andino Ammark
  - 121. Luis Masco Polo (VEN) 122. José García (VEN) 123. Kevin Ganan (VEN) 124. Carlos Tarazona (VEN) 125. Michel Martínes (COL) 126. Dawerson Méndez (VEN)
- Sabe Miel-BKC
  - 131. Ocmar Anier Álvarez (VEN) 132. Ramón Márquez (VEN) 133. Sandro Coropa (VEN) 134. Franklin Lugo (VEN) 135. Erick Chávez (VEN) 136. Romer Medina (VEN)
- Ciclismo de Politachira
  - 141. Yonathan M. Eugenio (COL) 142. Breinner Camargo (VEN) 143. Rubén Flores (VEN) 144. Rubén Pabón (VEN) 145. Elioner López (VEN) 146. Jeison Avendano (VEN)
- Distribuidora Rairos Vega de Aza
  - 161. Jonathan Camargo (VEN) 162. Efgardo Molina (VEN) 163. Alexander Villasmil (VEN) 164. Enroque Díaz (VEN) 165. Isaac Yaguaro (VEN)
- Dr. R Veloza-Alc. Torbes
  - 171. José Contreras (VEN) 172. Charle García (VEN) 173. Rubén Flores (VEN) 174. Rubén Pabón (VEN) 175. Franyer Aragoza (VEN)
- City Bikes
  - 181. Enmanuel Viloria (VEN) 182. Yilber Ramírez (VEN) 183. Gregory Guevara (VEN) 184. Omar Ruiz (VEN) 185. Klisman Vásquez (VEN) 186. Daniel Abreu (VEN)
- MU Training-Banesco
  - 191. Luis Gómez (VEN) 192. César Sanabria (VEN) 193. Yurgen Ramírez (VEN) 194. Stephano Alfonso Arias (VEN) 195. José García (VEN)
- Space in Novo
  - 201. Julio César Blanco (VEN) 202. Kevin Roa (VEN) 203. Darwin Contreras (VEN) 204. Reinel José Silva (VEN)
- Servicable-Com. Socorro
  - 211. Carlos Guzmán Castro (VEN) 212. Laurent Ibarra (VEN) 213. Rubén Ibarra (VEN) 214. Darling Adrián Santi (VEN)
- Pegasus-La Guaira
  - 221. Pedro Sequera (VEN) 222. Manuel Medina (VEN) 223. Henry Michel Meneses (VEN) 224. Yenfron Jesús Guerrero (VEN) 225. Efraín José Rodríguez (VEN)

### Equipos extranjeros
- Movistar-Best PC
  - 11. Carlos Gálviz (VEN) 12. Marco Tulio Suesca (COL) 13. Richard Huera (ECU) 14. Byron Guamá (ECU) 15. Jonathan Javier Montenegro (ECU) 16. Juan Diego Alba (COL)
- GW Shimano-Sidermec
  - 31. Didier Merchán (COL) 32. Jeferson A. Ruiz (COL) 33. Jhonatan Restrepo (COL) 34. Andrés Liber Mancipe (COL) 35. Brandon Rojas (COL) 36. Jonathan Guatibonza (COL)
- Corratec América
  - 61. Yeison Alejandro Rincón (COL) 62. Juan Diego Hoyos (COL) 63. Daniel Hoyos (COL) 64. Weimar Alfonso Roldán (COL) 65. David Uber Valencia (COL) 66. Nelson Ismael Sánchez (DOM)
- Saavedra-Gelvez
  - 81. Raúl Andrés Saavedra (COL) 82. Luis Guillermo Mora (VEN) 83. Mykel Parra (COL) 84. Juan Espinel (COL) 85. Franklin Rincón (VEN)
- Gesprom Colombia
  - 101. Yosimar Jerez (COL) 102. Ever Sierra (COL) 103. Jhon Edwert Patiño (VEN) 104. Anthuar Rachidd González (COL) 105. Alexis García (COL) 106. Emerson Bobadilla (COL)
- Torres-Fernando Barceló
  - 151. David Osorio (VEN) 152. Ricard Fito Prats (ESP) 153. Johan Ayala (COL) 154. Enrique Herrero (ESP) 155. Pau Matarín (ESP)

## Etapas
| Etapa | Fecha       | Recorrido                                              | km    | Ganador             | Segundo               | Culminaron |
| 1ª    | 15 de enero | San Cristóbal – Táriba – San Cristóbal                 | 149.8 | César Sanabria      | Jonathan Guatibonza   | 126        |
| 2ª    | 16 de enero | San Josecito - San Cristóbal                           | 141,5 | Franklin Lugo       | Juan Ruiz             | 121        |
| 3ª    | 17 de enero | San Juan de Colón - La Tendida (Tachira)               | 126,5 | Jonathan Guatibonza | Carlos Alberto Torres | 115        |
| 4ª    | 18 de enero | Lagunillas (Mérida) - Mérida (Venezuela)               | 133.1 | Yonathan Eugenio    | Juan Ruiz             | 106        |
| 5ª    | 19 de enero | La Tendida (Tachira) - La Grita (Venezuela)            | 134,4 | José Alarcón        | Yonder Godoy          | 105        |
| 6ª    | 20 de enero | La Fria - Casa del Padre                               | 132,5 | Yonder Godoy        | José Alarcón          | 97         |
| 7ª    | 21 de enero | Ureña (Táchira) - Cucuta (Colombia) - Cerro Cristo Rey | 134,8 | José Alarcón        | Jimmy Briceño         | 84         |
| 8ª    | 22 de enero | San Cristóbal- Circuito Metropolitano                  | 117.3 | Manuel Medina       | Carlos Torres         | 68         |

## Clasificaciones

### Clasificación general
| Posición | Ciclista             | Equipo                       | Tiempo     |
| 1º       | José Alarcón         | Fundación Ángeles Hernández  | 27:36:34   |
| 2º       | Juan Ruiz            | Gob. Bolivariano de Trujillo | + 00:01:44 |
| 3º       | Juan Diego Alba      | Colombia Movistar-Best PC    | + 00:02:32 |
| 4º       | Yonder Godoy         | Gob. Bolivariano de Trujillo | + 00:03:13 |
| 5º       | Eduin Becerra        | Fundación Ángeles Hernández  | + 00:04:10 |
| 6º       | Jimmy Briceño        | Gob. Bolivariano de Trujillo | + 00:04:20 |
| 7º       | Yonathan Eugenio     | Ciclismo de politáchira      | + 00:06:02 |
| 8º       | Roniel Campos        | Fundación Ángeles Hernández  | + 00:06:04 |
| 9º       | Luis Guillermo Mora  | Saavedra-Gelvez              | + 00:06:11 |
| 10º      | Manuel Medina        | Pegasus- La Guaira           | + 00:08:48 |
| 11º      | Beinner Camargo      | Ciclismo de politáchira      | + 00:09:00 |
| 12º      | Carlos Gálvis        | Movistar - Best PC           | + 00:10:53 |
| 13º      | Yilber Ramírez       | City Bikes                   | + 00:11:49 |
| 14º      | Juan Alcides Espinel | Saavedra-Gelvez              | + 00:13:43 |
| 15º      | Carlos Torres        | Fundación Ángeles Hernández  | + 00:15:30 |